# Valerià Miralles
Valerià Miralles i Ortolà, né à Pego (province d'Alicante, Espagne) le 29 octobre 1939 et mort à Valence le 13 décembre 1997, est un éditeur et militant valencianiste, président d'Esquerra Unida del País Valencià (es) lors de sa refondation en 1992,,.